# Ishvarapranidhana
Ishvarapranidhana is een religieus of spiritueel filosofisch concept voor de overgave tot de aanbidding van Ishvara. Ishvarapranidhana wordt onder andere beschreven in de Mahabharata (of Bharata), een omvangrijk religieus en filosofisch epos uit India, dat samen met de Ramayana een belangrijke culturele hoeksteen van het hindoeïsme vormt.
Ishvarapranidhana is verder door Patanjali beschreven in de Yogasoetra's, als een van de vijf delen van Niyama:

45. (e) Îsjvarapranidhânâni maakt dat je slaagt om samâdhi te bereiken.